# کاشکلنگ
کاشکلنگ (به لاتین: Kashkeleng) یک منطقهٔ مسکونی در قرقیزستان است که در شهرستان کمین واقع شده‌است. کاشکلنگ ۱٬۰۱۵ نفر جمعیت دارد و ۱٬۱۰۷ متر بالاتر از سطح دریا واقع شده‌است.